# Rothschildia aurota
Rothschildia aurota is een vlinder uit de onderfamilie Saturniinae van de familie nachtpauwogen (Saturniidae).
De wetenschappelijke naam van de soort is voor het eerst geldig gepubliceerd, als Phalaena aurota, door Pieter Cramer in 1775.

## Ondersoorten
- Rothschildia aurota aurota
- Rothschildia aurota andensis Rothschild, 1907
- Rothschildia aurota auroamazonensis Brechlin & Meister, 2013[2]
  - holotype: "male. XII.2007. Barcode: BC-RBP 3916"
  - instituut: MWM, München, Duitsland
  - typelocatie: "Argentina, Salta, near Tartagal, 500 m., ca. 22.31°S, 63.48°W"
- Rothschildia aurota auromeridensis Brechlin & Meister, 2013[2]
  - holotype: "male. 20.V.2010. leg. Y. Bezverkhov & V. Sinjaev. Barcode: BC-RBP 6980"
  - instituut: MWM, München, Duitsland
  - typelocatie: "Venezuela, Est. Mérida, near Altamira village, 750 m., 8°50'N, 70°30'E"